# Campoplex difformis
Campoplex difformis är en stekelart som först beskrevs av Gmelin 1790.  Campoplex difformis ingår i släktet Campoplex och familjen brokparasitsteklar. Arten är reproducerande i Sverige. Utöver nominatformen finns också underarten C. d. obscuripes.